# 白石昇
白石 昇（しらいし のぼる、1969年5月1日 - ）は、日本のフリーライター、小説家、翻訳家、報道助手兼通訳、シンガーソングライター。本人は言語藝人を自称している。タイ語 - 日本語の翻訳用辞書データの製作もしている。長崎県西彼杵郡多良見町出身。

## 経歴
高校時代に空手道をはじめ、西良典の門下生となり、のちに佐和田亮二の門下生に。1990年、ミヤギテレビ杯北斗旗空手道選手権中量級4位入賞。その後、文章を書きはじめる。
卒業後、建設会社に就職。設計部に配属されるがタイ語を勉強するために退職。長崎県国際交流協会の奨学金を得て、1996年にタイ国タンマサート大学に留学。
留学終了後もタイ国現地に残り、タイ語の独学とデータベース製作を継続。経済的に行きづまると母国日本への出稼ぎを繰り返す。
2002年、タイ国の有名スタンダップ・コメディアン、ウドム・テーパーニットと著書翻訳に関する契約を結び、訳書『エロ本』を出版。三千部以上を売り上げ増刷。
2005年、タイ国の国民的フォーク・ロックミュージシャン、エート・カラバオの楽曲「アンダマンの涙」の日本語版を作り、エート・カラバオ直々のプロデュースのもとレコーディング。
2006年に帰国。現在は東京在住。
2010年にバンコクでバンド・プラプラデーン泰日協会を結成。
2025年、40代で病死した男性に対してその死後に勝利宣言を行い、「爽快感」を表明した。

## 受賞歴
- 1996年 『抜塞』で第12回日大文芸賞を受賞
- 2022年 『足の間』で第52回九州芸術祭文学賞を受賞[6] [7] [8] [9] [10] [11] [12] [13]

## 著書
- 『津波 アンダマンの涙』（2009年、めこん）ISBN 4839602212
- 『ワニポク・パネージョン - タイ国77県路上ライブツアー』（2014年、白石昇事務所）ASIN B00HM81818
- 『泰国パパイヤ削り - あこがれのスーパースターと一緒に仕事する方法』（2019年、白石昇事務所）ASIN B07ZS8BGZW
- 『足の間』（2024年、白石昇事務所）ASIN B0CVVBJ239 - 短編集

## 翻訳
- ウドム・テーパーニット、ポーディーパーニット『エロ本』（2002年、白石昇事務所）ISBN 9742725543
- ウドム・テーパーニット、ポーディーパーニット『gu123』（2005年、白石昇事務所）ISBN 9749340043
- ナワラット・ポンパイブーン『水の流れをやさしくすぎて: スワンモークでの記録』（2020年、白石昇事務所）ASIN B08574751G
- ワラット・インタサラ『カラバオの足跡を追いかけて』（2020年、白石昇事務所）ASIN B08574751G

## 共著その他
- 猫島礼『タイ居座り日記』（2008年、ぶんか社） ISBN 4821186160
- 『タイ検定 公式テキスト』（2010年、めこん）ISBN 4839602360

## 作詞
- 破綻しても（プラプラデーン泰日協会）